# Régine Sirota
Pour les articles homonymes, voir Sirota.
Régine Sirota est une sociologue de l'enfance française, professeure de sociologie à l'université Paris Descartes et membre du CERLIS (Centre de recherche sur les Liens Sociaux). Elle s'intéresse particulièrement aux études sur l'enfance (Childhood Studies).

## Biographie
Elle commence sa carrière comme chercheuse au CNRS. Elle a été professeur à l'Institut national de recherche pédagogique.

## Activités de recherche
Spécialisée en sociologie de l'éducation, et particulièrement en sociologie de l'enfance. Son cadre théorique se base principalement sur le structuro-fonctionnalisme de Pierre Bourdieu, sur l'interactionnisme symbolique de George Herbert Mead, et sur l'ethnologie de Marcel Mauss.
Elle a d'abord travaillé sur l'échec scolaire (L'école primaire au quotidien), en essayant de montrer l'adéquation entre l'origine sociale, le capital culturel et la réussite scolaire.
Ses récents travaux portent sur une ethnographie des civilités l'enfance, notamment dans le cadre de l'anniversaire, étudié comme un rite social qui fonctionne selon un principe de don et contre-don, envisagé comme le potlatch en anthropologie.

## Publications
- (dir.) Éléments pour une sociologie de l'enfance, coll. Le sens social, Presses universitaires de Rennes, 2006, 325 p. (ISBN 2753503087)
- Du laboratoire à la classe, le parcours du savoir, avec Michèle Grosbois & Graciela Ricco, éditions Adapt, 1992, 190 p.  (ISBN 2909680037)
- L’École primaire au quotidien, Puf, coll. « Pédagogie d'aujourd'hui », 1988, 200 p.  (ISBN 2130415334)